# إمارة كرمايان
إمارة كرمايان (بالتركية: Germiyanoğulları Beyliği)‏، وتُنطق «جرمِيان أو غرميان» (جيم غير معطشة)، هي إحدى إمارات الأناضول التي نشأت في فترة انحلال دولة سلاجقة الروم، وقد اتخذوا من مدينة كوتاهيا عاصمة لهم. تعود أصول هذه الإمارة إلى الكرد  أو مزيج من قبائل الكرد والأويغور.
وخلال فترة قصيرة من النصف الثاني من القرن الرابع عشر كانت هذه الإمارة القوة الثانية في المنطقة بعد إمارة قرمان، لكن فيما بعد تم غزو أراضيهم من قبل جيرانهم بنو عثمان والذين أنشأوا لاحقاً الدولة العثمانية. لعب بنوا كرمايان دوراً هاماً في توطين الترك الغزيين على طول سواحل بحر إيجة.

## قائمة الحكام
| 1260-1264           | كريم الدين علي شير بن مظفر الدين بن علي شير        | كريم الدين علي شير بن مظفر الدين بن علي شير        | كريم الدين علي شير بن مظفر الدين بن علي شير        | كريم الدين علي شير بن مظفر الدين بن علي شير        |
| 1264-1325           | يعقوب بك الأول بن علي شير بن مظفر الدين بن علي شير | يعقوب بك الأول بن علي شير بن مظفر الدين بن علي شير | يعقوب بك الأول بن علي شير بن مظفر الدين بن علي شير | يعقوب بك الأول بن علي شير بن مظفر الدين بن علي شير |
| 1325-1360           | الضم إلى الدولة العثمانية                          | الضم إلى الدولة العثمانية                          | الضم إلى الدولة العثمانية                          | الضم إلى الدولة العثمانية                          |
| 1360-1387           | سليمان شاه بن محمد                                 | سليمان شاه بن محمد                                 | سليمان شاه بن محمد                                 | سليمان شاه بن محمد                                 |
| 1387-1390           | يعقوب بك الثاني بن سليمان                          | يعقوب بك الثاني بن سليمان                          | يعقوب بك الثاني بن سليمان                          | يعقوب بك الثاني بن سليمان                          |
| 1390-1402           | الضم إلى الدول العثمانية.                          | الضم إلى الدول العثمانية.                          | الضم إلى الدول العثمانية.                          | الضم إلى الدول العثمانية.                          |
| 1402-1411 1413-1429 | يعقوب بك الثاني بن سليمان                          | يعقوب بك الثاني بن سليمان                          | يعقوب بك الثاني بن سليمان                          | يعقوب بك الثاني بن سليمان                          |
| 1429                | الضم النهائي إلى الدولة العثمانية                  | الضم النهائي إلى الدولة العثمانية                  | الضم النهائي إلى الدولة العثمانية                  | الضم النهائي إلى الدولة العثمانية                  |

- الأصهار يمنحون لقب "داماد" (بالتركية: damad)‏ ومعناه بالتركية: صِهر.